# Dôme Fuji
Le dôme F, aussi appelé dome Fuji (ドーム富士), est une station de recherche scientifique japonaise située en Antarctique aux coordonnées 77° 19′ S, 39° 42′ E.
Ouverte en 1995, la base est distante de celle de Shōwa d'environ 1 000 km. Tous les mouvements de personnel et de ravitaillements sont effectués par transport en hélicoptère.